# Taktaszada
Taktaszada is een plaats (község) en gemeente in het Hongaarse comitaat Borsod-Abaúj-Zemplén. Taktaszada telt 2127 inwoners (2001).